# 异掌短浆蟹
异掌短浆蟹（学名：Thalamita imparimana）为梭子蟹科短浆蟹属的动物。分布于菲律宾、印度以及中国大陆的南沙群岛等地，生活环境为海水，主要栖息于水深 53-69米的泥质或珊瑚礁底。该物种的模式产地在印度甘贾姆海岸。